# Fairey Battle
O Farey Battle foi um bombardeiro leve monomotor britânico desenvolvido e fabricado pela Fairey Aviation Company foi desenvolvido na metade dos anos de 1930 para a Royal Air Force (RAF) para ser o sucessor do Hawker Hart e Hawker Hind que eram obsoletos por serem biplanos, contudo provou-se um substituto ruim pois era lento com a capacidade de tripulantes de três e ainda a carga de bombas, isso tornava-os vulneráveis contra armas antiaéreas e caças, seu armamento defensivo era ineficaz nestes casos.

## Operadores
- África do Sul
- Austrália
- Bélgica
- Canadá
- Índia
- Irlanda
- Grécia
- Polônia
- Reino Unido